# 契苾何力
契苾 何力（けいひつ かりき、? - 677年）は、唐代前期の著名なテュルク系の将軍で、太宗・高宗に仕えた。諡は烈。

## 前半生
契苾何力は鉄勒諸部の一つ契苾の首長の家系に生まれた。易勿真莫賀可汗契苾哥楞の弟の莫賀咄特勤契苾葛の息子であった。9歳で父が死んで、代わって契苾の首長になり、現在のイシク・クル湖付近で遊牧生活を送った。
632年、自身の民族が河西で唐に服従するよう導きながら、母親と弟の契苾沙門が民族の事務を扱う為に残る一方で自身は長安に行った。将軍に任命され、涼州に留まった。

## 太宗の時代
伏允の妻子を捕らえるのに加えて薛万均とその弟の薛万徹を救う一環として635年から635年に唐の吐谷渾戦役に従軍した。後に640年に唐の高昌戦役に従軍した。
642年に薛延陀の真珠可汗夷男が勢いを増すと、契苾は真珠可汗に服従した。契苾何力は説得して唐への忠誠を続けさせようとした。しかし捕らえられ、真珠可汗の基地に送られた。真珠可汗に語り太宗への忠誠を表明したことで耳を切られた。その結果太宗は契苾何力を解放する為に太宗の皇女の新興公主が真珠可汗に嫁ぐことを申し入れた。一度は解放されたが、契苾何力は太宗が結婚のことを続けて言わないように説得した。
648年の唐の亀茲戦役と後の唐の高句麗遠征で阿史那社爾の副司令官に任命された。太宗自身が共に高句麗との戦争で負傷する突厥の契苾何力と阿史那思摩の傷害の世話をした。契苾何力は特に高句麗の高突勃の槍で重傷を負ったとはいえ部下の兵隊と共に猛烈な勢いで戦い続ける武勇で賞賛された。649年に太宗が死ぬと自殺させてくれるように懇願したものの高宗から禁じられた。

## 高宗の時代
657年、沙陀族の指導者の朱邪孤注を殺した時点で唐の西突厥征服に加わった。鴨緑江で高句麗軍を破り668年の平壌の戦いに役立つ二度目の唐の高句麗出兵に参加した。その後高宗から涼国公などに叙せられた。676年、吐蕃が唐の西側諸県を攻撃すると、唐の皇子李顕と弟の李旦は、実際に劉審礼と契苾何力が指揮する二つの部隊を正規に担当したが、李顕も李旦も実際に部隊に同行しなかった。
677年に死去し、昭陵に陪葬された。死後に烈と諡された。子孫は唐に仕え続けた。

## 家族
635年に唐の宗室の娘である臨洮県主と結婚した。少なくとも息子3人と娘6人の父親であった。分かっている息子は、以下の通りである。
- 契苾明（649年-695年）[6]：唐の左鷹揚衛大将軍・涼国公
- 契苾光（709年死去）：武周時代の右豹韜衛将軍
- 契苾貞：司膳少卿

## 大衆メディア
2006年から2007年に放映されたTVドラマシリーズ「淵蓋蘇文」では李桂仁が演じた。